# Danh sách chi cá bống trắng

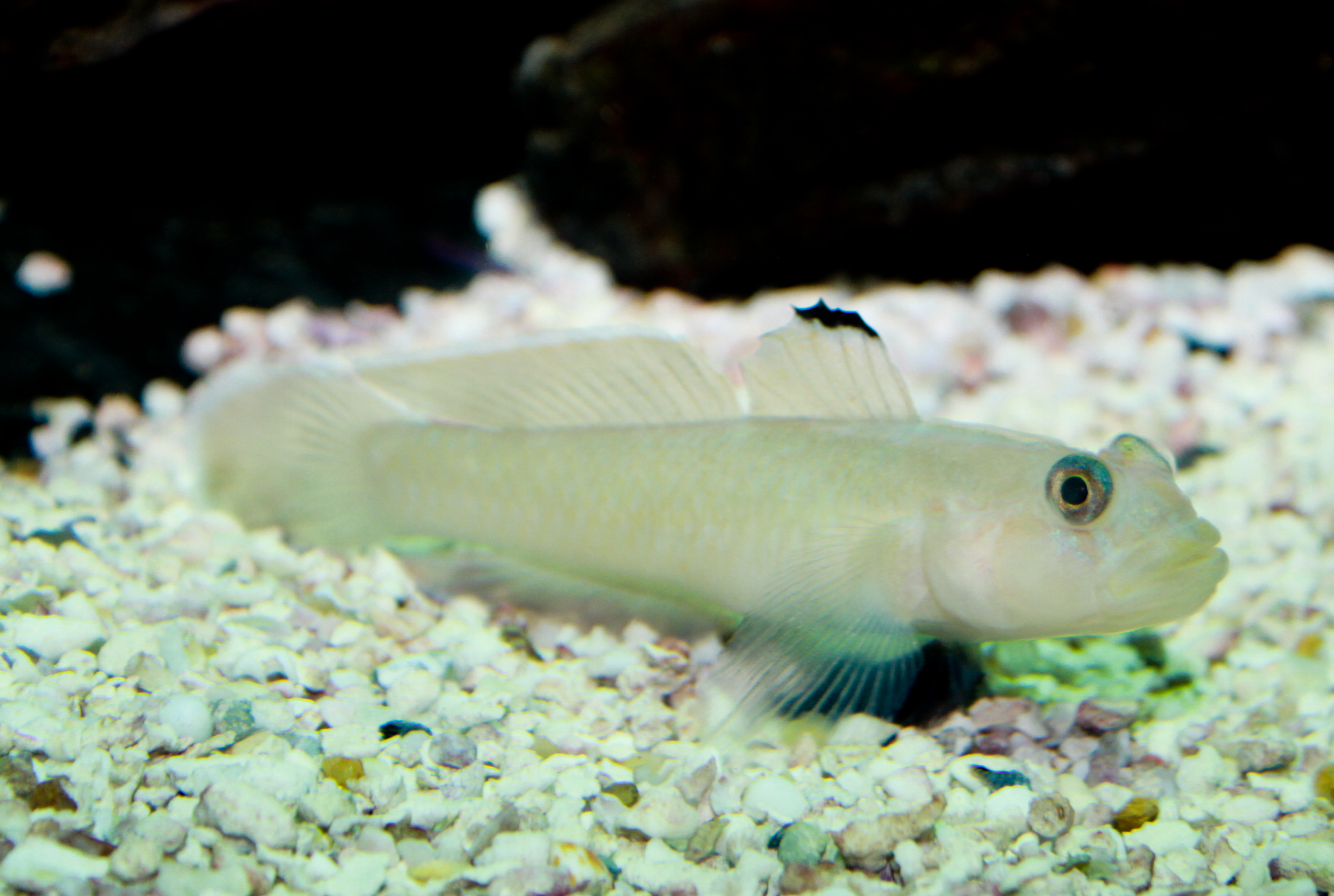
Cá bống trắng rất đa dạng về chủng loại

Cá bống trắng (danh pháp khoa học: Gobiidae) là một họ lớn chứa khoảng 2.000 loài cá nhỏ trong khoảng 200 chi. Dưới đây là danh sách cá chi, có tất cả hơn 200 chỉ cả thảy.

## Các chi
- Aboma
- Acanthogobius
- Acentrogobius
- Afurcagobius
- Akihito
- Akko
- Amblychaeturichthys
- Amblyeleotris
- Amblygobius
- Amblyotrypauchen
- Amoya
- Anatirostrum
- Ancistrogobius
- Antilligobius
- Aphia
- Apocryptes
- Apocryptodon
- Arcygobius
- Arenigobius
- Aruma
- Asterropteryx
- Astrabe
- Aulopareia
- Austrolethops
- Awaouichthys
- Awaous
- Babka
- Barbulifer
- Barbuligobius
- Bathygobius
- Benthophiloides
- Benthophilus
- Boleophthalmus
- Bollmannia
- Brachyamblyopus
- Brachygobius
- Bryaninops
- Buenia
- Cabillus
- Caecogobius
- Caffrogobius
- Calamiana
- Callogobius
- Caragobius
- Caspiosoma
- Chaenogobius
- Chaeturichthys
- Chlamydogobius
- Chriolepis
- Chromogobius
- Clariger
- Clevelandia
- Corcyrogobius
- Coryogalops
- Coryphopterus
- Cotylopus
- Cristatogobius
- Croilia
- Cryptocentroides
- Cryptocentrus
- Crystallogobius
- Ctenogobiops
- Ctenogobius
- Ctenotrypauchen
- Deltentosteus
- Didogobius
- Discordipinna
- Drombus
- Ebomegobius
- Echinogobius
- Economidichthys
- Egglestonichthys
- Ego
- Elacatinus
- Eleotrica
- Enypnias
- Eucyclogobius
- Eugnathogobius
- Eutaeniichthys
- Evermannia
- Evermannichthys
- Eviota
- Evorthodus
- Exyrias
- Favonigobius
- Feia
- Fusigobius
- Gammogobius
- Gillichthys
- Ginsburgellus
- Gladiogobius
- Glossogobius
- Gnatholepis
- Gobiodon
- Gobioides
- Gobionellus
- Gobiopsis
- Gobiopterus
- Gobiosoma
- Gobius
- Gobiusculus
- Gobulus
- Gorogobius
- Grallenia
- Gymneleotris
- Gymnoamblyopus
- Gymnogobius
- Hazeus
- Hemigobius
- Hetereleotris
- Heterogobius
- Heteroplopomus
- Hyrcanogobius
- Ilypnus
- Istigobius
- Karsten
- Kelloggella
- Knipowitschia
- Koumansetta
- Larsonella
- Lebetus
- Lentipes
- Lepidogobius
- Lesueurigobius
- Lethops
- Leucopsarion
- Lobulogobius
- Lophiogobius
- Lophogobius
- Lotilia
- Lubricogobius
- Luciogobius
- Luposicya
- Lythrypnus
- Macrodontogobius
- Mahidolia
- Mangarinus
- Mauligobius
- Mesogobius
- Microgobius
- Millerigobius
- Minysicya
- Mistichthys
- Mugilogobius
- Myersina
- Nematogobius
- Neogobius
- Nes
- Nesogobius
- Obliquogobius
- Odondebuenia
- Odontamblyopus
- Oligolepis
- Ophiogobius
- Oplopomops
- Oplopomus
- Opua
- Oxuderces
- Oxyurichthys
- Padogobius
- Paedogobius
- Palatogobius
- Palutrus
- Pandaka
- Papuligobius
- Parachaeturichthys
- Paragobiodon
- Parapocryptes
- Parasicydium
- Paratrimma
- Paratrypauchen
- Parawaous
- Pariah
- Parkraemeria
- Parrella
- Pascua
- Periophthalmodon
- Periophthalmus
- Phoxacromion
- Phyllogobius
- Platygobiopsis
- Pleurosicya
- Polyspondylogobius
- Pomatoschistus
- Ponticola
- Porogobius
- Priolepis
- Proterorhinus
- Psammogobius
- Pseudaphya
- Pseudapocryptes
- Pseudogobiopsis
- Pseudogobius
- Pseudorhinogobius
- Pseudotrypauchen
- Psilogobius
- Psilotris
- Pterogobius
- Pycnomma
- Quietula
- Redigobius
- Rhinogobiops
- Rhinogobius
- Risor
- Robinsichthys
- Sagamia
- Scartelaos
- Schismatogobius
- Sicydium
- Sicyopterus
- Sicyopus
- Signigobius
- Silhouettea
- Siphonogobius
- Smilosicyopus
- Speleogobius
- Stenogobius
- Stigmatogobius
- Stiphodon
- Stonogobiops
- Sueviota
- Sufflogobius
- Suruga
- Synechogobius
- Taenioides
- Tamanka
- Tasmanogobius
- Thorogobius
- Tigrigobius
- Tomiyamichthys
- Tridentiger
- Trimma
- Trimmatom
- Trypauchen
- Trypauchenichthys
- Trypauchenopsis
- Tryssogobius
- Tukugobius
- Typhlogobius
- Valenciennea
- Vanderhorstia
- Vanneaugobius
- Varicus
- Vomerogobius
- Wheelerigobius
- Wuhanlinigobius[1]
- Yoga
- Yongeichthys
- Zappa
- Zebrus
- Zosterisessor